# Scopula superior
Scopula superior är en fjärilsart som beskrevs av Butler 1878. Scopula superior ingår i släktet Scopula och familjen mätare. Inga underarter finns listade.